# Prosopogryllacris personata
Prosopogryllacris personata är en insektsart som först beskrevs av Jean Guillaume Audinet Serville 1831.  Prosopogryllacris personata ingår i släktet Prosopogryllacris och familjen Gryllacrididae. Inga underarter finns listade i Catalogue of Life.